# 野眶燈魚
野眶灯鱼（学名：Diaphus impostor）为輻鰭魚綱燈籠魚目灯笼鱼科的其中一種，分布於中西太平洋區，包括印尼及澳洲海域，屬深海魚類，棲息深度可達0-140公尺。

## 扩展阅读
維基物種上的相關：野眶灯鱼